# Loxorhynchus guinotae
Loxorhynchus guinotae is een krabbensoort uit de familie van de Epialtidae. De wetenschappelijke naam van de soort is voor het eerst geldig gepubliceerd in 2003 door Hendrickx & Cervantes.